# Мазур, Даниэль (теннисист)
Даниэль Мазур (Родился 6 ноября 1994 года в Бюкенбурге) — немецкий профессиональный теннисист. Начал заниматься теннисом в 5 лет. Любимое покрытие — хард.
Высшее достижение Мазура в ATP это 203 строчка в мировом одиночном рейтинге, которую он достиг в июне 2017.
В юниорском туре Даниэль становился 12 ракеткой мира в Сентябре 2012. Мазур был полуфиналистом US Open 2012 в парном разряде, его партнером был Максимильян Мартерер.
Мазур совершил свой дебют в ATP на турнире 2016 German Open в паре вместе с Седриком-Марселем Штебе. Мазур выиграл свой первый матч в основной сетке, пройдя квалификацию на турнире 2018 German Open, переиграв Максимильяна Мартерера в первом раунде со счетом 6-3 6-4, во втором раунде этого турнира Даниэль уступил Диего Шварцману 6-2 6-2.

## Спортивная карьера

#### 2011
Первые встречи на профессиональном уровне Даниэль Мазур провел в 2011 году. В одиночном разряде сыграл 3 турнира, где лишь в одном удалось пройти во второй раунд. В парном разряде сыграл 2 матча и в обоих из них уступил.

#### 2013
После пропущенного сезона, Мазур снова вернулся на корт. В этом году удалось поучаствовать в 5 турнирах, но особого успеха добиться не получилось. За целый год сыграл 10 матчей, в 5 из которых победил.

#### 2014
В сентябре 2014 года Даниэль выиграл свой первый профессиональный титул. На испанском фьючерсе в Севилье, немец добрался до финала, где неожиданно смогу обыграть третьего сеянного турнира, аргентинца Педро Качина со счётом 2-0 (7-5 6-3).

## ATP Challenger выходы в финал

### Парный разряд: 2 (2 титула)
| Результат | В-П | Дата          | Турнир                       | Покрытие | Напарник          | Противники                          | Счёт             |
| --------- | --- | ------------- | ---------------------------- | -------- | ----------------- | ----------------------------------- | ---------------- |
| Победа    | 1-0 | Сентябрь 2016 | Алфен-ан-де-Рейн, Нидерланды | Грунт    | Ян-Леннард Штруфф | Робин Хасе Бой Вестерхоф            | 6-4, 6-1         |
| Победа    | 2-0 | Ноябрь 2016   | Кобэ, Япония                 | Хард     | Анте Павич        | Жэван Недончежуан Кристофер Рунгкат | 4-6, 6-3, [10-6] |